# 11 Samodzielna Armia Obrony Powietrznej
11 Samodzielna Armia Obrony Powietrznej – związek operacyjny Sił Zbrojnych ZSRR.

## Zmiany organizacyjne
W wyniku kolejnych reorganizacji przeformowana w 11 Armię Lotniczą i Obrony Powietrznej Federacji Rosyjskiej. Nowy związek operacyjny skupiał jednostki lotnicze i siły lądowej obrony powietrznej dyslokowane w rejonie Dalekowschodniego Okręgu Wojskowego. W 2010 posiadała 97 bombowców Su-24, 60 samolotów szturmowych Su-25, 26 myśliwców przechwytujących MiG-31, 131 myśliwców Su-27, 51 samolotów zwiadowczych Su-24MR.

## Struktura organizacyjna
W latach 1991–1992
- dowództwo – Chabarowsk
- 499 Szkolna BROP

korpusy i dywizje OP
- 8 Korpus Obrony Powietrznej – Komsomolsk
- 23 Dywizja Obrony Powietrznej – Władywostok
- 24 Dywizja Obrony Powietrznej – Pietropawłowsk
- 29 Dywizja Obrony Powietrznej – Błagowieszczeńsk
- 72 Dywizja Obrony Powietrznej – Ochock

lotnictwo myśliwskie OP
- 22 pułk lotnictwa myśliwskiego – Artiom
- 47 pułk lotnictwa myśliwskiego – Złota Dolina
- 60 pułk lotnictwa myśliwskiego – Dzemgi
- 301 pułk lotnictwa myśliwskiego – Chabarowsk
- 308 pułk lotnictwa myśliwskiego – Sowiecka Gawana
- 365 pułk lotnictwa myśliwskiego – Dolińsk
- 865 pułk lotnictwa myśliwskiego – Kamczatka

W 2010
- dowództwo  –  Chabarowsk
- 23 Korpus Obrony Powietrznej
- 25 Dywizja Obrony Powietrznej
- 303 Mieszana Dywizja Lotnicza